# Prix John-von-Neumann
Ne pas confondre avec le prix de théorie John-von-Neumann et la Conférence von Neumann.
Le prix John-von-Neumann, du nom de John von Neumann, est décerné chaque année par le Collège d'études supérieures Rajk-László (Budapest, en Hongrie) à un éminent spécialiste des sciences sociales exactes, dont les travaux ont eu une influence considérable pendant une longue période sur les études et l'activité intellectuelle des étudiants du collège. 
Le prix a été créé en 1994 et est remis annuellement. En 2013 Kenneth Arrow a reçu le prix honorifique John-von-Neumann à côté du prix annuel.
Ce prix se distingue des autres récompenses scientifiques sur le fait qu'il est donné par les étudiants, qui décident à qui il faut l'attribuer. Les étudiants choisissent les candidats et votent pour le lauréat après un examen et un débat concernant les noms sélectionnés.

## Lauréats
| Année | Récipiendaire      | Institution                            | Nationalité        |
| ----- | ------------------ | -------------------------------------- | ------------------ |
| 1995  | John Harsanyi      | UC Berkeley                            | États-Unis         |
| 1996  | Hal Varian         | Université du Michigan                 | États-Unis         |
| 1997  | János Kornai       | Université Harvard; Collegium Budapest | Hongrie            |
| 1998  | Jean Tirole        | École d'économie de Toulouse           | France             |
| 1999  | Oliver Williamson  | Université de Californie à Berkeley    | États-Unis         |
| 2001  | Avinash Dixit      | Université de Princeton                | Inde; États-Unis   |
| 2002  | Jon Elster         | Université Columbia                    | Norvège            |
| 2003  | Maurice Obstfeld   | Université de Californie à Berkeley    | États-Unis         |
| 2004  | Gary Becker        | Université de Chicago                  | États-Unis         |
| 2005  | Glenn Loury        | Université Brown                       | États-Unis         |
| 2006  | Matthew Rabin      | Université de Californie à Berkeley    | États-Unis         |
| 2007  | Daron Acemoglu     | MIT                                    | États-Unis         |
| 2008  | Kevin Murphy       | Université de Chicago                  | États-Unis         |
| 2009  | Philippe Aghion    | Université Harvard                     | France             |
| 2010  | Timothy Besley     | London School of Economics             | Royaume-Uni        |
| 2011  | Joshua Angrist     | MIT                                    | États-Unis         |
| 2012  | Olivier Blanchard  | MIT                                    | France             |
| 2013  | Esther Duflo       | MIT                                    | France; États-Unis |
| 2013  | Kenneth Arrow      | Université Stanford                    | États-Unis         |
| 2014  | Emmanuel Saez      | Université de Californie à Berkeley    | France; États-Unis |
| 2015  | Matthew O. Jackson | Université Stanford                    | États-Unis         |
| 2016  | Alvin Roth         | Université Stanford                    | États-Unis         |
| 2017  | Richard Thaler     | Université de Chicago                  | États-Unis         |
| 2018  | Dani Rodrik        | Université Harvard                     | États-Unis Turquie |
| 2019  | Susan Athey        | Stanford Graduate School of Business   | États-Unis         |
| 2020  | Mariana Mazzucato  | University College de Londres          | Italie États-Unis  |